# Union des entreprises luxembourgeoises
L'Union des entreprises luxembourgeoises (UEL) est une organisation patronale fondée en 2000, représentant les entreprises luxembourgeoises à l'exception du secteur primaire.

## Histoire
L’Union des entreprises luxembourgeoises (UEL) a été créée le 29 juin 2000 par Joseph Kinsch, président du conseil d'administration d'Arbed. L'UEL succède au Comité de Liaison Patronal, organe informel qui représentait jusqu'ici le patronat luxembourgeois auprès du gouvernement.

## Rôle
L’UEL se donne pour objectif de "promouvoir le développement de l'économie luxembourgeoise et d'assurer la compétitivité des entreprises" et de s’assurer "que l'environnement législatif et réglementaire reste favorable aux activités économiques qui sont à la base du progrès social".
Parmi les missions que se donne l'organisation :
- représenter et à défendre sur le plan national et international les intérêts de l'entreprise et du monde économique en général ;
- contribuer à promouvoir un environnement favorable au développement de l'initiative privée ;
- coordonner la défense des intérêts communs aux différents secteurs économiques ;
- promouvoir la solidarité intersectorielle.

## Membres
L'UEL réunit les organisations patronales  et chambres professionnelles du Luxembourg et représente par leur biais 21 000 entreprises du secteur privé dans le pays des secteurs secondaires et tertiaires.
- l'Association des banques et banquiers, Luxembourg
- l'Association des compagnies d'assurances et de réassurances du Grand-Duché de Luxembourg
- la Confédération luxembourgeoise du commerce
- la Fédération des artisans
- la Fédération des industriels luxembourgeois (lb) (FEDIL)
- la Fédération nationale des hôteliers, restaurateurs et cafetiers (HORESCA)
- la Chambre de commerce
- la Chambre des métiers

## Présidents
| Identité                        | Période          | Période          | Durée                    |
| Identité                        | Début            | Fin              | Durée                    |
| ------------------------------- | ---------------- | ---------------- | ------------------------ |
| Joseph Kinsch (d) (1933 - 2022) | 2000             | 2004             | 4 ans                    |
| Michel Wurth (d) (né en 1954)   | 2004             | 2019             | 15 ans                   |
| Nicolas Buck (d)                | 2019             | 31 décembre 2020 | 1 an                     |
| Michel Reckinger (d)            | 1er janvier 2021 | En cours         | 4 ans, 7 mois et 9 jours |